# Piotr Jegliński

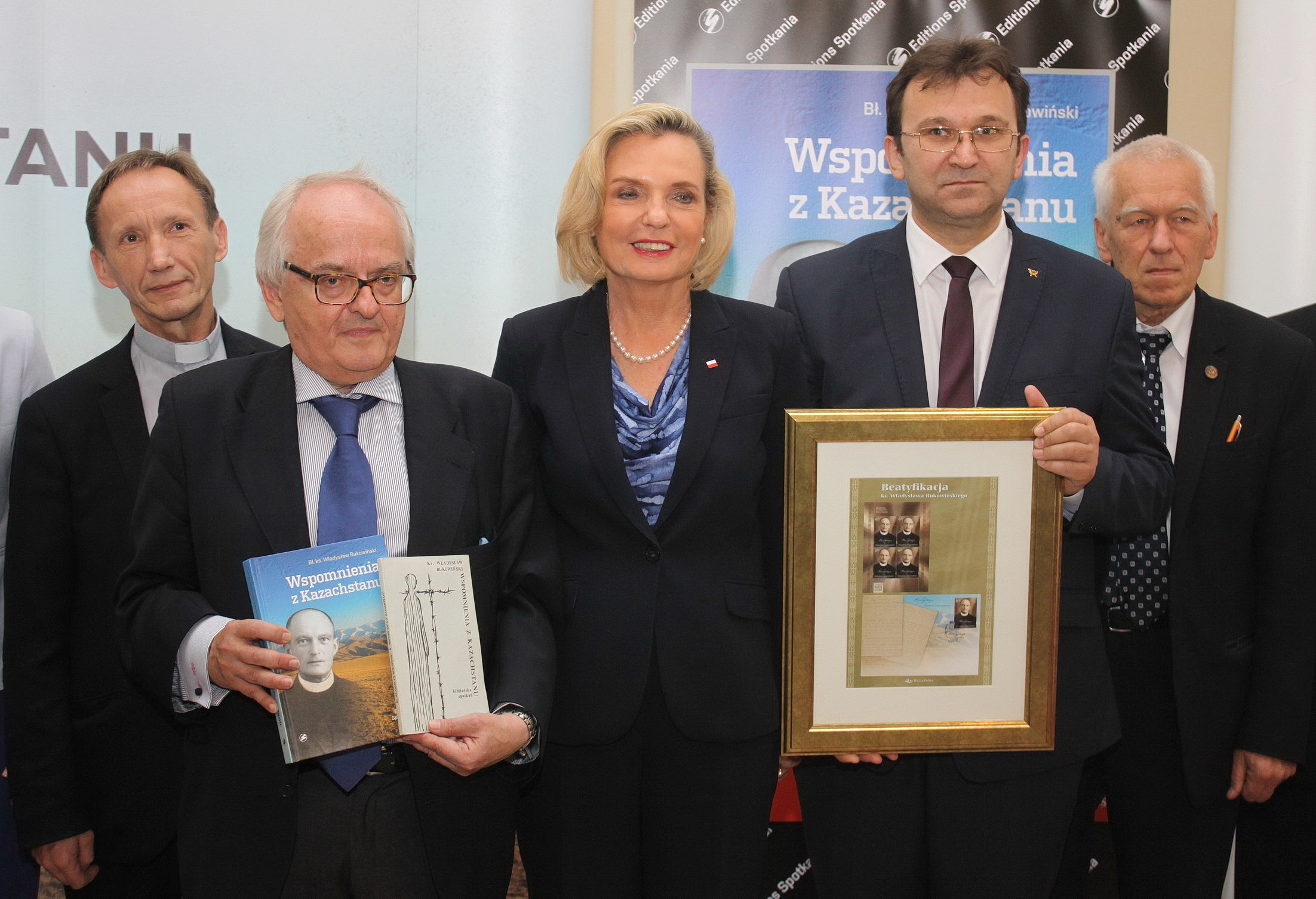
Piotr Jegliński w czasie promocji książki Wspomnienia z Kazachstanu, wraz z Marią Anders, Wiesławem Włodkiem (zarząd Poczty Polskiej) i Kornelem Morawieckim (2016)

Piotr Antoni Jegliński (ur. 26 października 1951 w Warszawie) – wydawca, publicysta, działacz opozycji demokratycznej w PRL. Współpracownik Janusza Bazydło i Janusza Krupskiego.

## Życiorys
Syn Stanisława (1924–1969) i Ewy z domu Orzechowskiej (1923–2018), uczestników powstania warszawskiego.
W latach 1970–1974 studiował na KUL w Lublinie. W 1974 wyjechał na stypendium do Paryża, gdzie w 1978 założył wydawnictwo Editions Spotkania, które drukowało książki zakazane w tym czasie w PRL.
Współtworzył również siatkę kurierską, która przemycała zakazane publikacje. Jednym z sukcesów stworzonej przez niego siatki było przemycenie do Polski w 1976 powielacza spirytusowego. Miał zostać zlikwidowany w ramach nieudanej akcji MSW o kryptonimie „Reszka”, która jednak skończyła się kompromitacją polskich służb. Naczelna Prokuratura Wojskowa postawiła mu wtedy również zarzut szpiegostwa, który został wycofany dopiero w 2000. Wydarzenia te przedstawia spektakl telewizyjny pt. Operacja Reszka. Po wprowadzeniu stanu wojennego w Polsce Jegliński brał udział w akcji balonowej, wysłania balonów z ulotkami z Bornholmu 5 marca 1982. Obecnie zajmuje się działalnością wydawniczą.
Został wiceprezesem zarządu Oddziału Warszawskiego Stowarzyszenia Dziennikarzy Polskich.
W 1982 został odznaczony przez władze RP na uchodźstwie Złotym Krzyżem Zasługi. 31 sierpnia 2013 prezydent Bronisław Komorowski odznaczył Piotra Jeglińskiego Krzyżem Oficerskim Orderu Odrodzenia Polski „za wybitne zasługi w działalności na rzecz przemian demokratycznych w Polsce”.
Wszedł w skład komitetu wspierającego kandydaturę Karola Nawrockiego na prezydenta RP w wyborach w 2025.